# Raionul Bobrîneț, Kirovohrad
Bobrîneț (în ucraineană Бобринецький район, transliterat: Bobrînețkîi raion) este un raion în regiunea Kirovohrad, Ucraina. Reședința sa este orașul Bobrîneț.

## Demografie
Componența lingvistică a raionului Bobrîneț
     Ucraineană (96,16%)
     Rusă (2,27%)
     Alte limbi (1,14%)
Conform recensământului din 2001, majoritatea populației raionului Bobrîneț era vorbitoare de ucraineană (96,16%), existând în minoritate și vorbitori de rusă (2,27%).